# Jerebets
La rivière Jerebets (en ukrainien : Жеребець ; en russe : Жеребец) est un cours d'eau d'Ukraine orientale, affluente de rive gauche du Donets, dans le bassin hydrographique du fleuve Don. Elle prend sa source dans l'oblast Louhansk et conflue avec la rivière Donets dans l'oblast de Donetsk.

## Géographie
La rivière Jerebets prend sa source entre les localités de Novoselivke et de Berestove, non loin de la limite administrative avec l'oblast de Kharkiv, à 143 m d'altitude. S'écoulant vers le sud, elle traverse en fin de parcours la commune urbaine de Zarichne, puis conflue avec la rivière Donets près de la localité de Dronivka. Avec un parcours de 88 km de long, elle couvre un bassin versant de 990 km²,.